# 뤄커 왕국
뤄커왕국(洛克王国)은 중국의 아동을 대상으로 한 온라인 게임으로, 마법 왕국을 무대로 한다. 제작사는 탄센트이며 영화, 애니메이션 등으로도 미디어 전개가 진행되고 있다.

## 미디어 전개

### 영화
- 『뤄커왕국! 신성한 용 기사』(洛克王国！圣龙骑士) : 2011년 9월 30일 공개된 애니메이션 영화.[1]
- 『뤄커왕국: 신성한 용의 소원』(洛克王国 圣龙的心愿) : 상기 영화의 후속편으로 2013년 1월 31일 공개되었다. 대한민국에는 ㈜시네마천국이 수입하여, 『로코왕국의 전설: 엘프킹을 찾아서』라는 제목으로 한국어 더빙을 거친 후 2014년 6월 26일 극장 개봉하였다.[2][3][4]